# David Bohn
David Bohn (* 1965 in Manitowoc/Wisconsin) ist ein US-amerikanischer Komponist, Organist und Musikpädagoge.
Bohn studierte bis 1989 an der University of Wisconsin–Milwaukee, danach bis 1994 an der University of Illinois Komposition. Zu seinen Lehrern zählten Joel Naumann, Yehuda Yannay und William Brooks. Er unterrichtete an beiden Universitäten Musiktheorie und war längere Zeit Organist an der Unitarian-Universalist Church of Urbana-Champaign. Er lebt in West Allis und ist Gastdozent an der University of Wisconsin-Parkside, Mitglied der Organ Historical Society und Präsident der Wisconsin Alliance for Composers.

## Werke
- Trombone Duos, 1986
- Symphony für Blasorchester, 1986–87
- Triptyque für Orgel, 1987
- Passages für Cembalo oder Orgel, 1988
- Violin Concerto, 1988–89
- Second Symphony für dreizehn Bläser, 1989–90
- String Trio, 1990
- Sonatas and Ensembles für Bläserquintett und elektronisches Keyboard, 1989–90
- Portrait II für Klavier, 1990
- Second Trombone Duos, 1990
- Soliloquy für Gitarre, 1990
- Fanfare 1990 für Orchester, 1990
- Nude Piano für Harfe, 1992
- O vos omnes für Orgel, 1992
- Trio Basso für Viola, Cello und Bass, 1992
- Violin and Violoncello, 1992–93
- Three and a Half Pieces für Klavier, 1993
- Third Trombone Duos, 1993
- Third Symphony für Posaunen und Orgel, 1993
- Gesang der Geister über dem Wassern für 17+ Flöten, 1993
- Hymnos für 14+ Trompeten, 1993
- Landscape für 10+ Klarinetten, 1994
- Lechuguilla Ancillary für zwei Klarinetten, 1994
- Huautl Corollary für Tubs und Tonband oder drei Tubas, 1994
- Fourth Symphony für Blasorchester, 1994
- Fifth Symphony für Kammerorchester, 1994
- Three Preludes für computergeneriertes Tonband, 1992–94
- Canthyon de Feren Theos für Horn, Klarinette und Viola, 1994
- Dies Irae für gemischten Chor, Bläser, Perkussion und Orgel, 1994
- Nocturnes für Klavier, 1994–95
- Processionals für Altsaxophon, Orgel und Perkussion, 1995
- Un rey y la luna roja für Trompete, Harmonium und Perkussion, 1995
- Sinfonia da Requiem für Vokalquartett und Kammerorchester, 1995
- A Handful of Dreams für Soloperkussion, 1993–95
- Quasi una fantasia für Carillon, 1995
- Tears and Flowers für Cello, 1995
- Memory Dance für Blasorchester, 1995
- Landscapes and Pastorale Scenes für Ensemble, 1995–95
- Piano Sonatina, 1996
- Sixth Symphony für Streichorchester, 1996
- Tell MacGilly that MacGully is Dead für Klarinettenchor, 1996
- Handfuls für mittlere Stimme und Klavier, 1996
- In The Air Alarums Sound für acht Hörner, 1996
- Aria für Oboe oder Sopransaxophon und Klavier, 1996
- Monologue für Orgel, 1996
- Order für Orgel, 1997
- Impromptu Verses für zwei mittlere Stimmen, Harmonium, Violine und Gitarre, 1997
- Washington Monument by Night für mittlere Stimme, Horn und Klavier, 1997
- Slip für Mandolinorchester, 1997
- Bagatelles & Aphorisms für Kontrabass, 1997
- It Doesn't Have One Yet für Orgel, 1997–98
- Evocations für Klavier, 1998
- Dreaming Of... für Improvisationsensemble, 1998
- Sonata da Chiesa für Blockflötenquartett, 1998